# 聖母主教座堂 (慕尼黑)
圣母教堂（Frauenkirche，全名Dom zu unserer lieben Frau）位于德国慕尼黑市中心圣母广场，是天主教慕尼黑-弗赖辛总教区的主教座堂，也是慕尼黑的重要地标和受欢迎的游览胜地。
座堂和新市政厅目前仍然是市中心最高的建築之一，其钟楼从市內任何方向都能看到。因为慕尼黑市规定，禁止建造任何超过100米的建筑物。人們可以從南面的钟楼攀登上去俯瞰城市全景以及阿尔卑斯山。

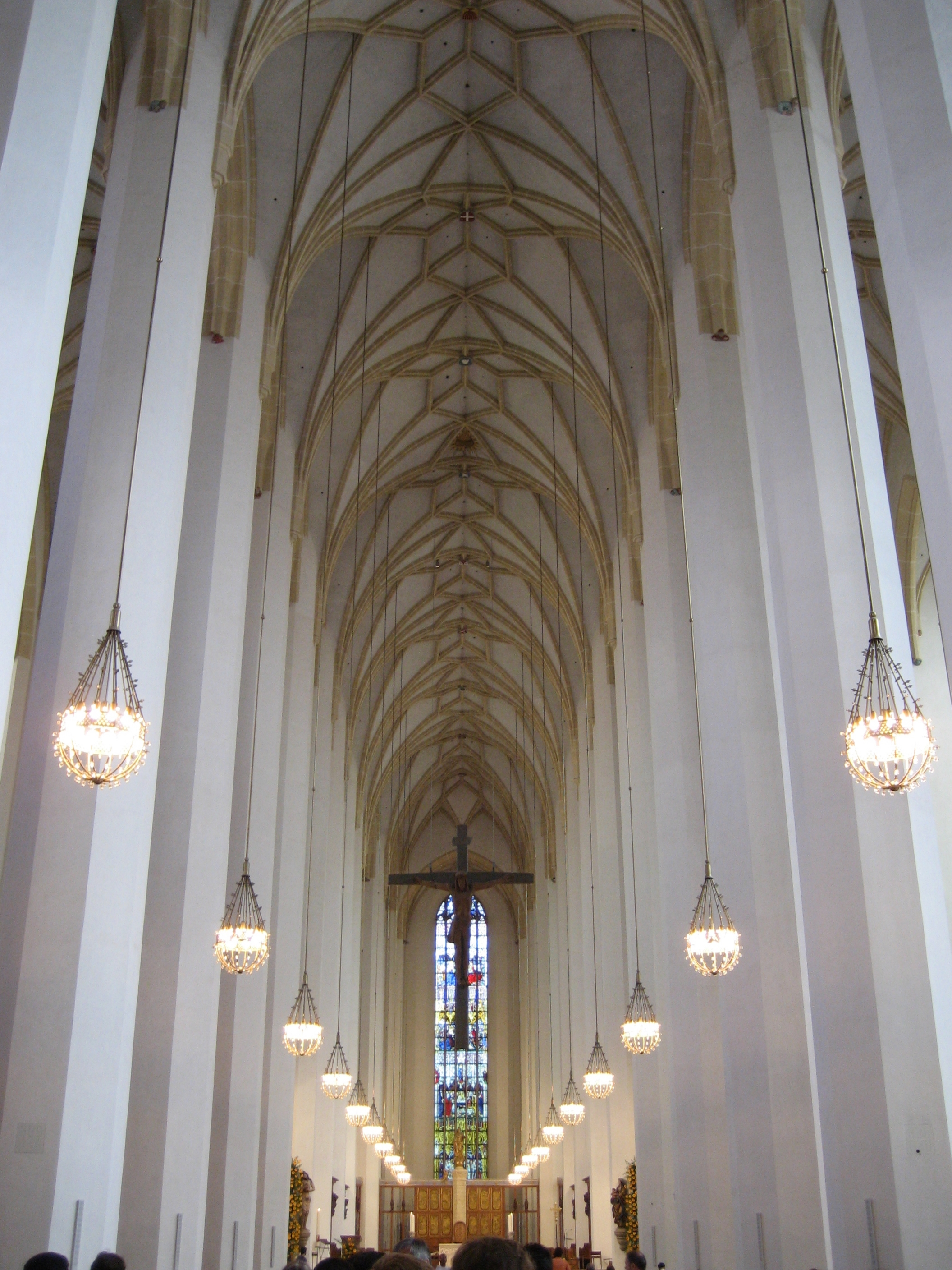
圣母教堂内部

## 历史
聖母教堂建造的目的是為了替代一座更古老的教堂（建于12世纪）。這個提議是由巴伐利亞公爵西吉斯蒙德（Sigismund of Bavaria）所發起的，並由Jörg von Halsbach來設計。聖母教堂於1468年開始動工，兩座鐘塔於1488年完工。這座教堂後來在1494年落成。然而，教堂著名的圆顶塔楼直到1525年才最终建成. 其设计效仿了耶路撒冷的后拜占庭风格建筑Dome of the Rock。 这座教堂在二战期间遭到了严重的破坏，屋顶倒塌，双塔中的一座也被严重损毁。 战后，教堂的修复工作逐步展开，经历了数个阶段的大规模维修后，圣母教堂于1994年被彻底复原。

## 建筑

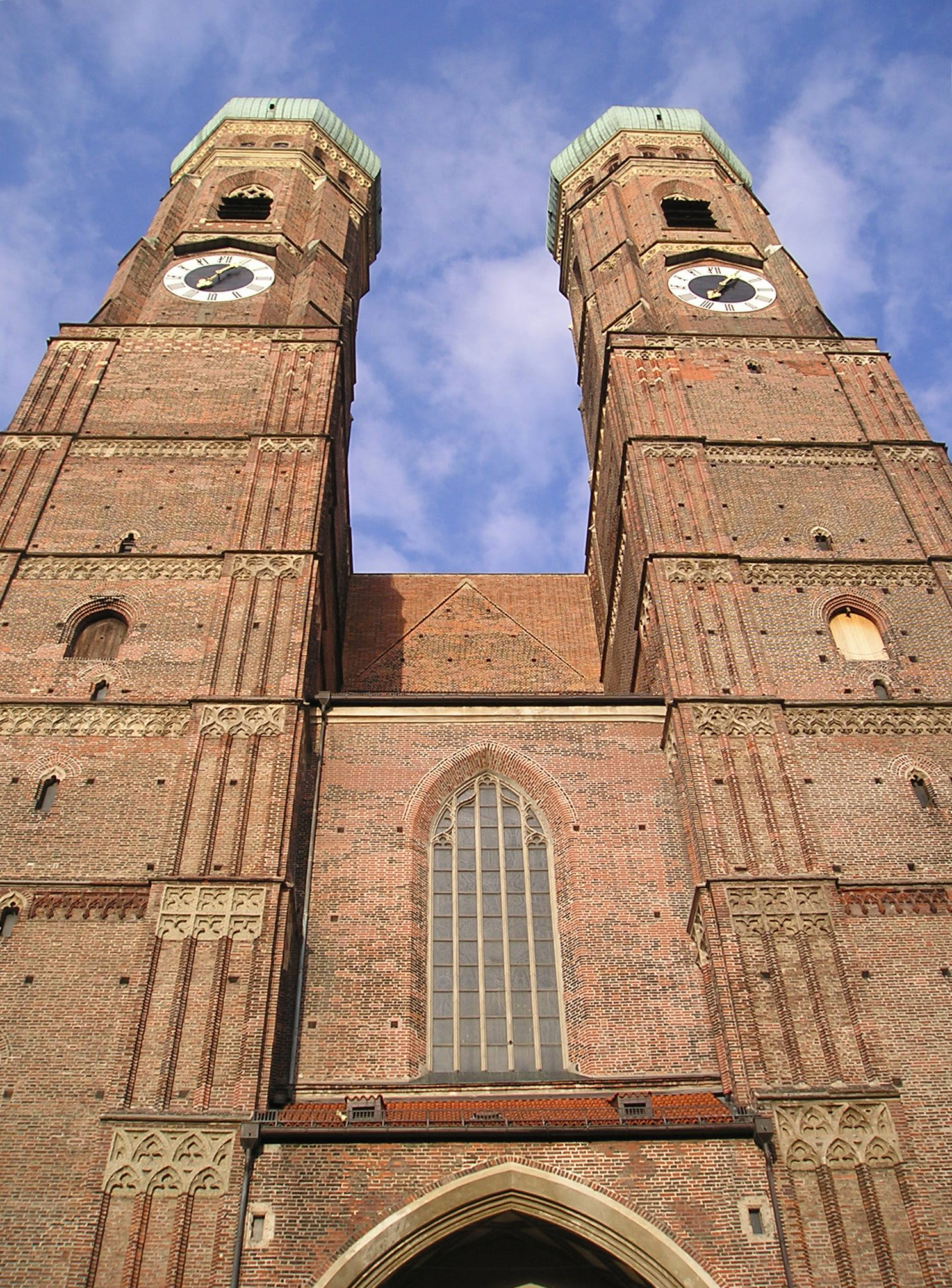
圣母教堂

圣母教堂用红砖建造，建造工程持续了20年。其样式属于晚期哥特式风格，由于没有太多的装饰，而显得十分庄重。这座教堂长109米，宽40米，双塔高达99米，其中一座比另一座高12厘米。
慕尼黑的聖母教堂是慕尼黑最大的教堂，也是慕尼黑最醒目的地標和精神象徵。教堂建于15世紀，但教堂的尖頂卻一直沒有竣工。直到50年後的16世紀，人們才決定完成此塔頂的建築。當時，歌德式的建築時代已被文藝複興風格時代代替。歌德式教堂免不了也被安上了當時時髦的圓頂，人們將其稱為“浪漫國家的”帽子，它的意思也就是“異國風味的”或者也可以說是“意大利風味的”。正是這種圓頂風格成為了以後巴伐利亞眾多教堂建築的典範。
夏季時有電梯可直上塔頂，晴天時可以在這里眺望南面的阿爾卑斯山脈群峰和慕尼黑市區。

## 内部
教堂内部能容纳2万人，並且經常舉行羅馬天主教的儀式。

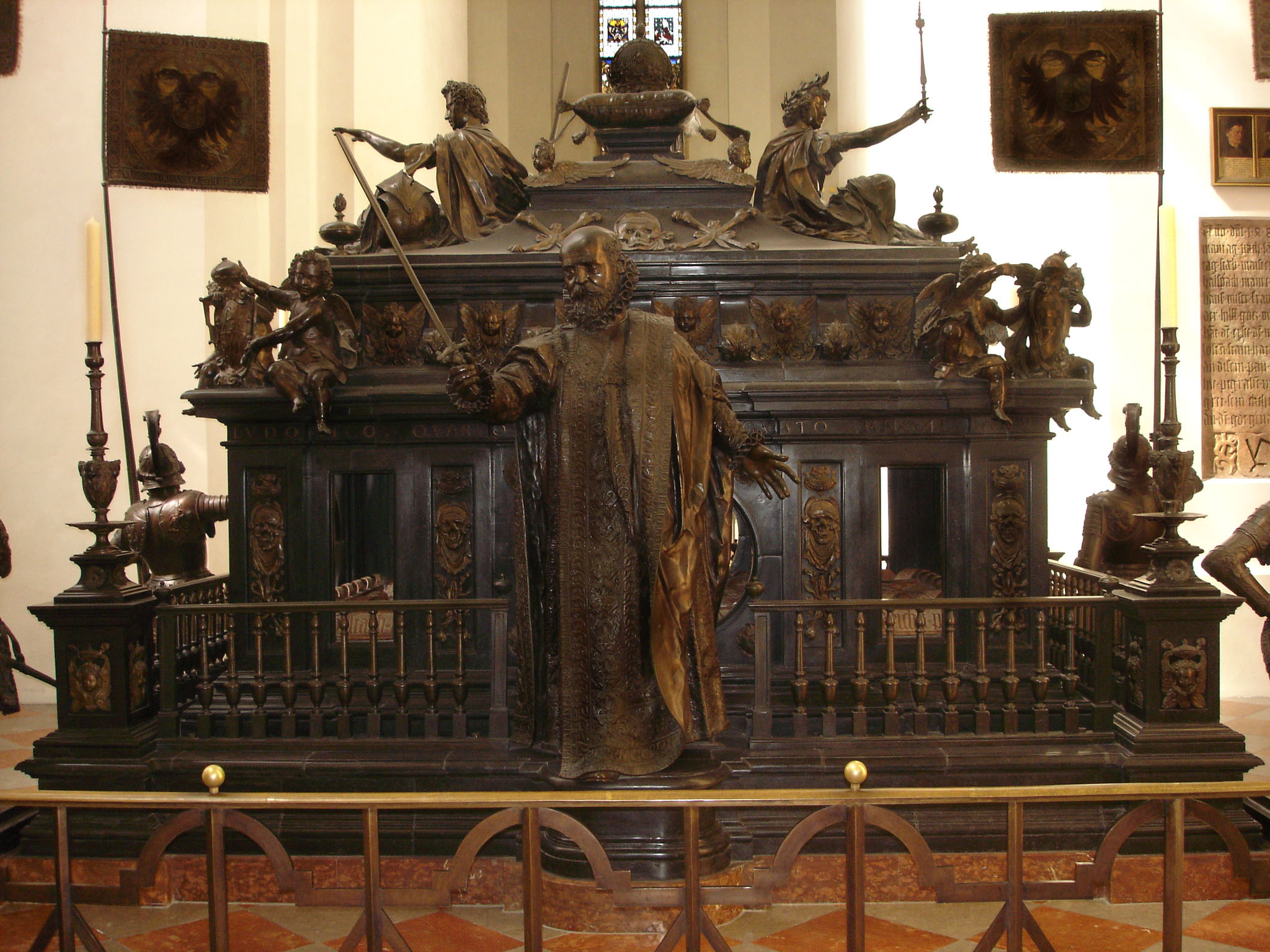
路易四世的墓碑

## 傳說
魔鬼的腳印傳說有許多版本：
A ：建築師Jurg von Halsbach，對魔鬼許諾建造一個從裡面無法看到一扇窗戶的教堂。因此，魔鬼幫助他建造了這座教堂。在教堂完工後，建築師帶魔鬼到教堂的中間，告訴魔鬼「在這裡你無法看見任何窗戶，但是所有經常在教堂禮拜的人都坐在一個擁有充足光線的區域」。於是魔鬼非常憤怒的跺腳，而他的腳印就在留在了石頭地板上，變成“魔鬼的腳印”。
B ：有一天魔鬼存心來尋聖母瑪莉亞麻煩，但是他一進門就看到兩大排巨大的柱子，完全看不到窗戶，於是魔鬼大笑：「哪有教堂沒有窗戶的？」魔鬼放鬆心情，繼續往前走，卻被兩側窗戶射入的耀眼光線嚇到。魔鬼驚覺有詐，於是腳一跺，急急忙忙溜走了。

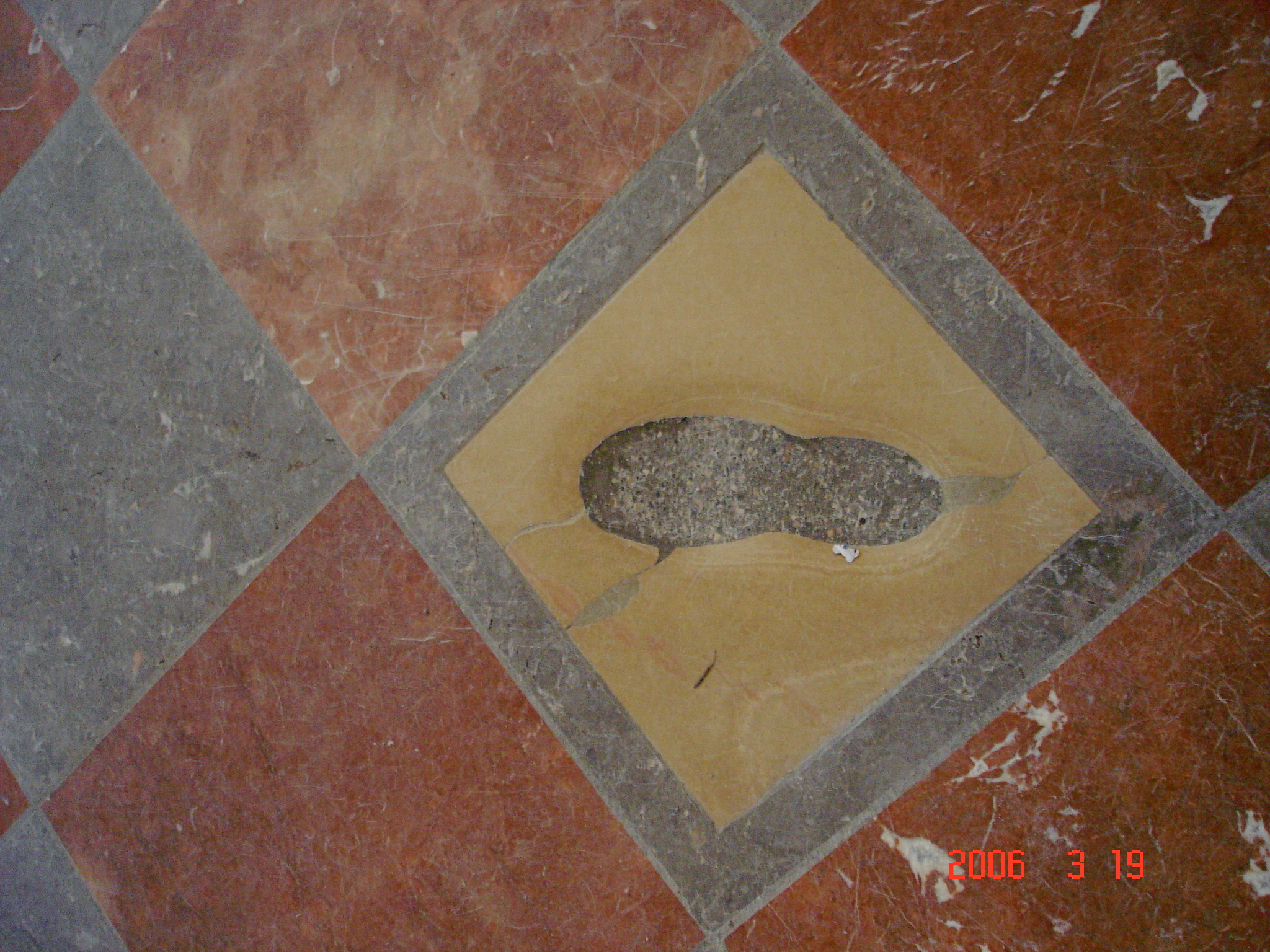
魔鬼的脚印

c ：相傳建造教堂時，魔鬼知道這消息，非常生氣：「什麼！又要建一座新教堂了，決不能再建了。」於是他找到建築師，要求建築師必須按照它的要求蓋教堂：在魔鬼站立的地方不能讓他看到一扇窗戶（因為魔鬼不喜歡光明，他希望教堂內一片黑暗），否則就要奪走建築師的靈魂，這真讓建築師傷透了腦筋。，魔鬼在完工那一天來教堂驗收結果，他發現的確看不到任何一扇窗戶，可是教堂內卻非常明亮。原來聰明的建築師利用了高大的柱子擋住了魔鬼的的視線，教堂的兩側還是開了窗戶，讓整個教堂非常明亮，可是從魔鬼站的地方又看不到任何一扇窗戶。魔鬼生氣的跺腳離去，地上就留下了魔鬼的腳印。
有些遺憾的是，故事的完整性在一八五八年之後的一次重修中被破壞了。當時人們在重修的時候，將原來正前方沒有窗戶的地方重新開了一扇窗戶，幸虧在腳印右邊的牆上掛有一八五八年的照片，證實了當初正前方的確沒有窗戶，但教堂內光線還是很好。但到了一八七零年的照片上，正前方就多出了一扇窗戶。

## 外部連結
- Official Website （页面存档备份，存于）
  - 360° Panorama View （页面存档备份，存于）
  - Frauenkirche music （页面存档备份，存于）
- Munich Frauenkirche - video （页面存档备份，存于）
- Munich Frauenkirche Photo Spread
- Warburg Institute Iconographic Database (images of the church interior) （页面存档备份，存于）